# Liga mistrů UEFA 1997/1998
Sezóna 1997/98 byla 43. ročníkem Ligy mistrů UEFA a zároveň 6. ročníkem po přejmenování. Jejím vítězem se stal španělský klub Real Madrid.
Herní systém byl změněn. Po dvou předkolech, do kterých vstupovali na rozdíl od minulých třech ročníků i mistři nejhorších zemí podle koeficientů UEFA, následovaly základní skupiny, ve kterých bylo 24 týmů rozlosováno do 6 skupin po 4 týmech. Z nich do čtvrtfinále postoupili vítězové skupin a dva nejlepší týmy na druhých místech.
Byl to historicky první ročník, kdy se účastnily i jiné týmy než mistři daných zemí (tj. např. týmy ze druhých míst nejlepších zemí podle koeficientů UEFA, atp.).

## První předkolo
| Domácí v 1. zápase     | Celkem | Hosté v 1. zápase   | 1. zápas | 2. zápas |
| ---------------------- | ------ | ------------------- | -------- | -------- |
| Derry City             | 0–3    | Maribor Branik      | 0–2      | 0–1      |
| Košice                 | 4–0    | ÍA                  | 3–0      | 1–0      |
| Partizan               | 1–5    | GNK Dinamo Zagreb   | 1–0      | 0–5      |
| Valletta FC            | 1–2    | Skonto              | 1–0      | 0–2      |
| FC Pjunik Jerevan      | 3–6    | MTK Budapešť        | 0–2      | 3–4      |
| Crusaders FC           | 2–8    | Dinamo Tbilisi      | 1–3      | 1–5      |
| Sileks Kratovo         | 1–3    | Bejtar Jeruzalém FC | 1–0      | 0–3      |
| FC Steaua București    | 5–3    | PFK CSKA Sofia      | 3–3      | 2–0      |
| Constructorul Chişinău | 3–4    | MPKC Mazyr          | 1–1      | 2–3      |
| Lantana                | 0–3    | Jazz                | 0–1      | 0–2      |
| GÍ                     | 0–11   | Rangers FC          | 0–5      | 0–6      |
| Neftçi Baku PFK        | 0–10   | Widzew Łódź         | 0–2      | 0–8      |
| FK Dynamo Kyjev        | 6–0    | Barry Town FC       | 2–0      | 4–0      |
| Sion                   | 5–0    | Jeunesse Esch       | 4–0      | 1–0      |
| Anorthosis Famagusta   | 4–1    | Kareda Šiauliai     | 3–0      | 1–1      |

## Druhé předkolo
Poražené týmy vstupovaly do 1. kola Poháru UEFA.
| Domácí v 1. zápase   | Celkem | Hosté v 1. zápase   | 1. zápas | 2. zápas    |
| -------------------- | ------ | ------------------- | -------- | ----------- |
| MTK Budapešť         | 1–4    | Rosenborg           | 0–1      | 1–3         |
| Beşiktaş JK          | 3–1    | Maribor Branik      | 0–0      | 3–1         |
| Sion                 | 2–8    | Galatasaray         | 1–4      | 1–4         |
| Olympiakos Pireus    | 7–2    | MPKC Mazyr          | 5–0      | 2–2         |
| Wüstenrot Salzburg   | 0–3    | AC Sparta Praha     | 0–0      | 0–3         |
| IFK Göteborg         | 4–1    | Rangers FC          | 3–0      | 1–1         |
| Barcelona            | 4–2    | Skonto              | 3–2      | 1–0         |
| Brøndby              | 3–4    | FK Dynamo Kyjev     | 2–4      | 1–0         |
| Newcastle United FC  | 4–3    | GNK Dinamo Zagreb   | 2–1      | 2–2(prodl.) |
| Feyenoord            | 8–3    | Jazz                | 6–2      | 2–1         |
| Bayer Leverkusen     | 6–2    | Dinamo Tbilisi      | 6–1      | 0–1         |
| Košice               | 2–1    | FK Spartak Moskva   | 2–1      | 0–0         |
| FC Steaua București  | 3–5    | Paris Saint-Germain | 3–0      | 0–5         |
| Widzew Łódź          | 1–7    | Parma FC            | 1–3      | 0–4         |
| Bejtar Jeruzalém FC  | 0–3    | Sporting CP         | 0–0      | 0–3         |
| Anorthosis Famagusta | 2–3    | Lierse SK           | 2–0      | 0–3         |

## Základní skupiny

### Skupina A
| Tým               | Z | V | R | P | VG | IG | +/- | B  |
| ----------------- | - | - | - | - | -- | -- | --- | -- |
| Borussia Dortmund | 6 | 5 | 0 | 1 | 14 | 3  | +11 | 15 |
| Parma FC          | 6 | 2 | 3 | 1 | 6  | 5  | +1  | 9  |
| AC Sparta Praha   | 6 | 1 | 2 | 3 | 6  | 11 | -5  | 5  |
| Galatasaray       | 6 | 1 | 1 | 4 | 4  | 11 | -7  | 4  |

### Skupina B
| Tým                  | Z | V | R | P | VG | IG | +/- | B  |
| -------------------- | - | - | - | - | -- | -- | --- | -- |
| Manchester United FC | 6 | 5 | 0 | 1 | 14 | 5  | +9  | 15 |
| Juventus FC          | 6 | 4 | 0 | 2 | 12 | 8  | +4  | 12 |
| Feyenoord            | 6 | 3 | 0 | 3 | 8  | 10 | -2  | 9  |
| Košice               | 6 | 0 | 0 | 6 | 2  | 13 | -11 | 0  |

### Skupina C
| Tým                 | Z | V | R | P | VG | IG | +/- | B  |
| ------------------- | - | - | - | - | -- | -- | --- | -- |
| FK Dynamo Kyjev     | 6 | 3 | 2 | 1 | 13 | 6  | +7  | 11 |
| PSV                 | 6 | 2 | 3 | 1 | 9  | 8  | +1  | 9  |
| Newcastle United FC | 6 | 2 | 1 | 3 | 7  | 8  | -1  | 7  |
| Barcelona           | 6 | 1 | 2 | 3 | 7  | 14 | -7  | 5  |

### Skupina D
| Tým               | Z | V | R | P | VG | IG | +/- | B  |
| ----------------- | - | - | - | - | -- | -- | --- | -- |
| Real Madrid       | 6 | 4 | 1 | 1 | 15 | 4  | +11 | 13 |
| Rosenborg         | 6 | 3 | 2 | 1 | 13 | 8  | +5  | 11 |
| Olympiakos Pireus | 6 | 1 | 2 | 3 | 6  | 14 | -8  | 5  |
| FC Porto          | 6 | 1 | 1 | 4 | 3  | 11 | -8  | 4  |

### Skupina E
| Tým                 | Z | V | R | P | VG | IG | +/- | B  |
| ------------------- | - | - | - | - | -- | -- | --- | -- |
| FC Bayern Mnichov   | 6 | 4 | 0 | 2 | 13 | 6  | +7  | 12 |
| Paris Saint-Germain | 6 | 4 | 0 | 2 | 11 | 10 | +1  | 12 |
| Beşiktaş JK         | 6 | 2 | 0 | 4 | 6  | 9  | -3  | 6  |
| IFK Göteborg        | 6 | 2 | 0 | 4 | 4  | 9  | -5  | 6  |

### Skupina F
| Tým              | Z | V | R | P | VG | IG | +/- | B  |
| ---------------- | - | - | - | - | -- | -- | --- | -- |
| Monaco           | 6 | 4 | 1 | 1 | 15 | 8  | +7  | 13 |
| Bayer Leverkusen | 6 | 4 | 1 | 1 | 11 | 7  | +4  | 13 |
| Sporting CP      | 6 | 2 | 1 | 3 | 9  | 11 | -2  | 7  |
| Lierse SK        | 6 | 0 | 1 | 5 | 3  | 12 | -9  | 1  |

### Žebříček týmů na druhých místech
| Tým                 | Z | V | R | P | VG | IG | +/- | B  |
| ------------------- | - | - | - | - | -- | -- | --- | -- |
| Bayer Leverkusen    | 6 | 4 | 1 | 1 | 11 | 7  | +4  | 13 |
| Juventus FC         | 6 | 4 | 0 | 2 | 12 | 8  | +4  | 12 |
| Paris Saint-Germain | 6 | 4 | 0 | 2 | 11 | 10 | +1  | 12 |
| Rosenborg           | 6 | 3 | 2 | 1 | 13 | 8  | +5  | 11 |
| PSV                 | 6 | 2 | 3 | 1 | 9  | 8  | +1  | 9  |
| Parma FC            | 6 | 2 | 3 | 1 | 6  | 5  | +1  | 9  |

## Play off

### Čtvrtfinále
| Domácí v 1. zápase | Celkem | Hosté v 1. zápase    | 1. zápas | 2. zápas    |
| ------------------ | ------ | -------------------- | -------- | ----------- |
| Bayer Leverkusen   | 1–4    | Real Madrid          | 1–1      | 0–3         |
| FC Bayern Mnichov  | 0–1    | Borussia Dortmund    | 0–0      | 0–1(prodl.) |
| Juventus FC        | 5–2    | FK Dynamo Kyjev      | 1–1      | 4–1         |
| Monaco             | (v)1–1 | Manchester United FC | 0–0      | 1–1         |

### Semifinále
| Domácí v 1. zápase | Celkem | Hosté v 1. zápase | 1. zápas | 2. zápas |
| ------------------ | ------ | ----------------- | -------- | -------- |
| Real Madrid        | 2–0    | Borussia Dortmund | 2–0      | 0–0      |
| Juventus FC        | 6–4    | Monaco            | 4–1      | 2–3      |

### Finále
| 20. května 1998       |        |             |                                                                            |
| Real Madrid           | 1 – 0  | Juventus FC | Amsterdam ArenA, Amsterdam diváci: 48 500 rozhodčí: Hellmut Krug (Německo) |
| Predrag Mijatović 66' | Report |             | Amsterdam ArenA, Amsterdam diváci: 48 500 rozhodčí: Hellmut Krug (Německo) |

## Vítěz
| Liga mistrů UEFA 1997/98 Real Madrid (7. titul) Bodo Illgner – Christian Panucci, Fernando Hierro, Manuel Sanchís Hontiyuelo , Roberto Carlos, Christian Karembeu, Clarence Seedorf, Fernando Redondo, Raúl, José Amavisca, Predrag Mijatović, Davor Šuker, Fernando Morientes, Jaime Sánchez Fernández Trenér: Jupp Heynckes |